# جلال‌آباد (شازند)
جلال‌آباد (شازند)، روستایی از توابع بخش مرکزی شهرستان شازند در استان مرکزی ایران است.

## جمعیت
این روستا در دهستان کوهسار قرار دارد و براساس سرشماری مرکز آمار ایران در سال ۱۳۸۵، جمعیت آن ۷۱ نفر (۱۶خانوار) بوده‌است.